# Quế Ngọc Hải
Quế Ngọc Hải (Provincia de Nghệ An, Vietnam, 15 de mayo de 1993) es un futbolista de Vietnam que juega en la posición de defensa central. Desde el 2023 juega con el Becamex Bình Dương y actualmente es considerado como uno de los mejores defensas de la historia de la V.League 1.

## Carrera

### Club
| Periodo   | Club               | Apariciones | Goles |
| --------- | ------------------ | ----------- | ----- |
| 2012–2019 | Sông Lam Nghệ An   | 125         | 12    |
| 2019–2022 | Viettel FC         | 49          | 1     |
| 2022–2023 | Sông Lam Nghệ An   | 38          | 2     |
| 2023–     | Becamex Bình Dương | 3           | 0     |

### Incidente con Trần Anh Khoa
En la jornada 25 de la V-League 2015 en el partido entre Sông Lam Nghệ An y SHB Đà Nẵng, el centrocampista del SHB Đà Nẵng Trần Anh Khoa recibió una falta de Quế Ngọc Hải, que en ese entonces jugaba con el Sông Lam Nghệ An. Hải la lanzó una patada doble a Khoa, impactando en la rodilla. Khoa tuvo que salir del partido y fue sacado en camilla. La lesión de Khoa fue diagnosticada como muy seria y viajó hasta Singapur para una cirugía. Los doctores estimaron que estaría un año sin jugar y con posibilidades de un 50% de regresar a jugar. Al finalizar el partido, Hải fue castigado por la VFF: fue suspendido por seis meses y obligado a pagar el tratamiento médico de Khoa. Lo que Hải le terminó pagando a Khoa fue de alrededor de 800 millones de đồngs.
El 17 de diciembre de 2015 luego de que el SHB Đà Nẵng detallara los costos de la cirugía de Anh Khoa incluyendo los viáticos y medicinas, Quế Ngọc Hải y el representante del Sông Lam Nghệ An le dieron el pago en efectivo a Anh Khoa. Del total de la multa, 400 millones fueron donados por Đoàn Nguyên Đức (Bầu Đức), 70 millones vinieron de donaciones de los aficionados del Sông Lam Nghệ An, y el resto de los patrocinadores del Sông Lam Nghệ An.
Esa falta terminó con la carrera profesional de Trần Anh Khoa.

### Selección nacional
Ha estado en las selecciones nacionales de Vietnam desde la categoría sub-19 en 2011 y participó en los Juegos Asiáticos de 2014. Debutó con la selección nacional en la Copa Suzuki AFF 2014 donde anotó su primer gol ante Indonesia el 22 de octubre de 2014 en el empate 2-2 en Hanói. Participó en la Copa Asiática 2019 donde anotó un gol en la victoria por 2-0 ante Yemen el 16 de enero de 2019 en Abu Dabi.

## Logros

### Club
- V.League 1: 2020
- Vietnamese National Cup: 2017

### Selección nacional
- AFF Championship: 2018
- AYA Bank Cup: 2016
- VFF Cup: 2022

### Individual
- Equipo Ideal del AFF Championship: 2014, 2021[19]
- Equipo Ideal de la ASEAN Football Federation: 2019[20]